# 七里の渡し

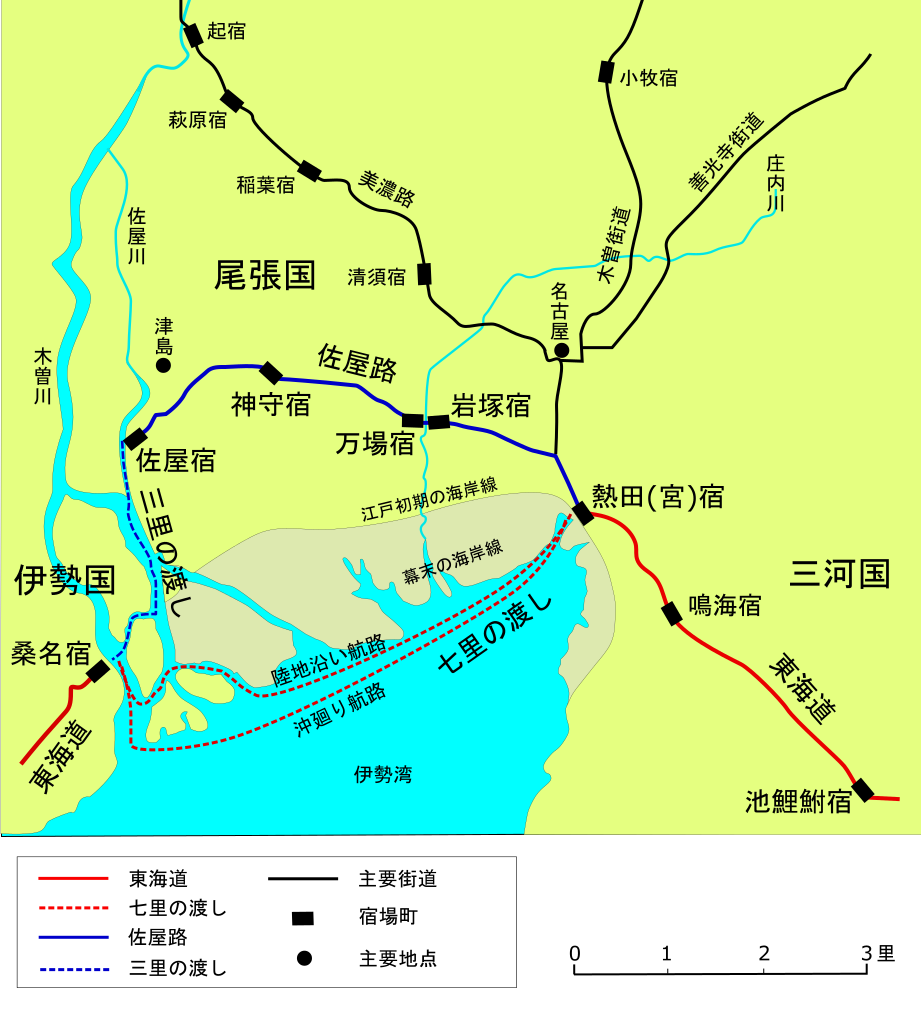
七里の渡しの航路

七里の渡し（しちりのわたし）は東海道五十三次で知られる宮宿（愛知県名古屋市熱田区）から桑名宿（三重県桑名市）までの海路で、かつての官道。この渡しの宮宿側、または、桑名宿側の渡船場のみを指して「七里の渡し」と呼ぶことも多い。
江戸時代においても陸路を使うことは可能であったが、あえて船賃が掛りかつ海難リスクを伴う海路を利用する目的は路程にかかる時間の短縮にあった。後述のように海上を避ける迂回路としては、脇往還の佐屋街道があったが一日の行程を要した。

## 概要
慶長6年（1601年）、東海道に伝馬制が実施され、53次の宿駅の設置が始まった。熱田（宮）宿と桑名宿の間は海路「七里の渡し」で通行することになった。
元和2年（1616年）、東海道における唯一の海上路で「七里の渡し」が始まった。七里の渡しは、満潮時に陸地沿い航路が約7里（27 km）で、干潮時に沖廻り航路が約10里（39 km）であった。
七里の渡しの名称は、移動距離が7里であったことに由来する。渡し船によって移動し、所要時間は約4時間であった。「桑名の渡し」、「熱田の渡し」、「宮の渡し」、「間遠の渡し」などとも言った。天候の悪化などにより、海難事故がしばしば発生する東海道の難所の一つであった。海上を避ける迂回路としては、脇往還の佐屋街道があった。宮宿、桑名宿は渡船場として賑わい、旅籠屋数でそれぞれ東海道における1位と2位の規模を誇った。
現在でも七里の渡しに関する遺構を見ることができる。また、往時を偲んで、熱田・宮の渡し跡-桑名・七里の渡し跡間を観光船で巡る「平成七里の渡し」が企画、開催されることがある。
なお、一隻チャーターする形となるが、埋立地を除いて往時とほぼ同じ航路をたどることができる小型船を運航する釣り船運営会社が存在する。
現在の伊勢湾岸自動車道は、江戸時代の七里の渡しに近いルートを通過している。

## 宮宿側遺構
渡船場跡が宮の渡し公園（愛知県名古屋市熱田区神戸町）として整備されている。

### 施設等
- 常夜灯
- 時の鐘
- 船着場

### ギャラリー

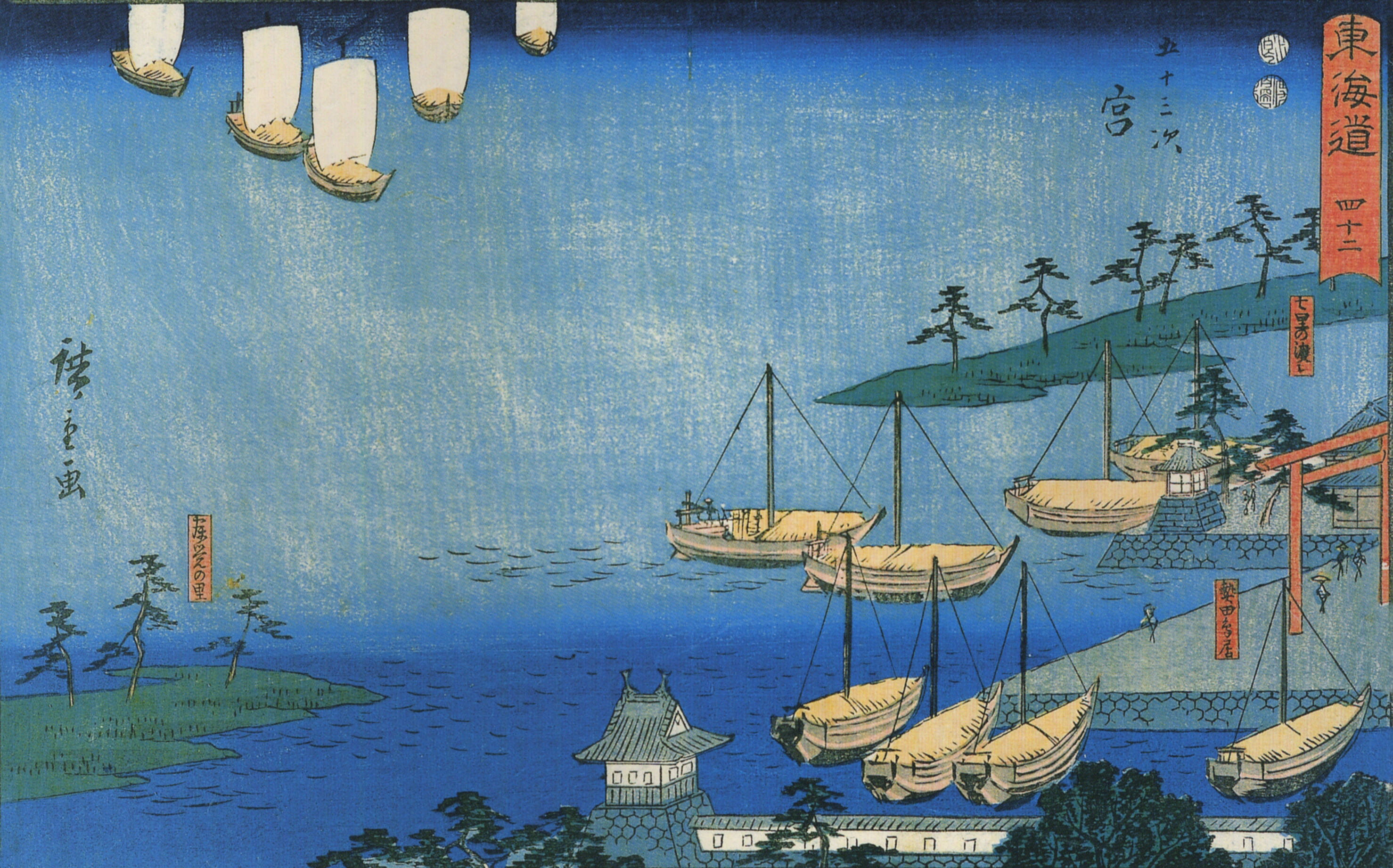
歌川広重『東海道五十三次（隷書東海道）・宮』
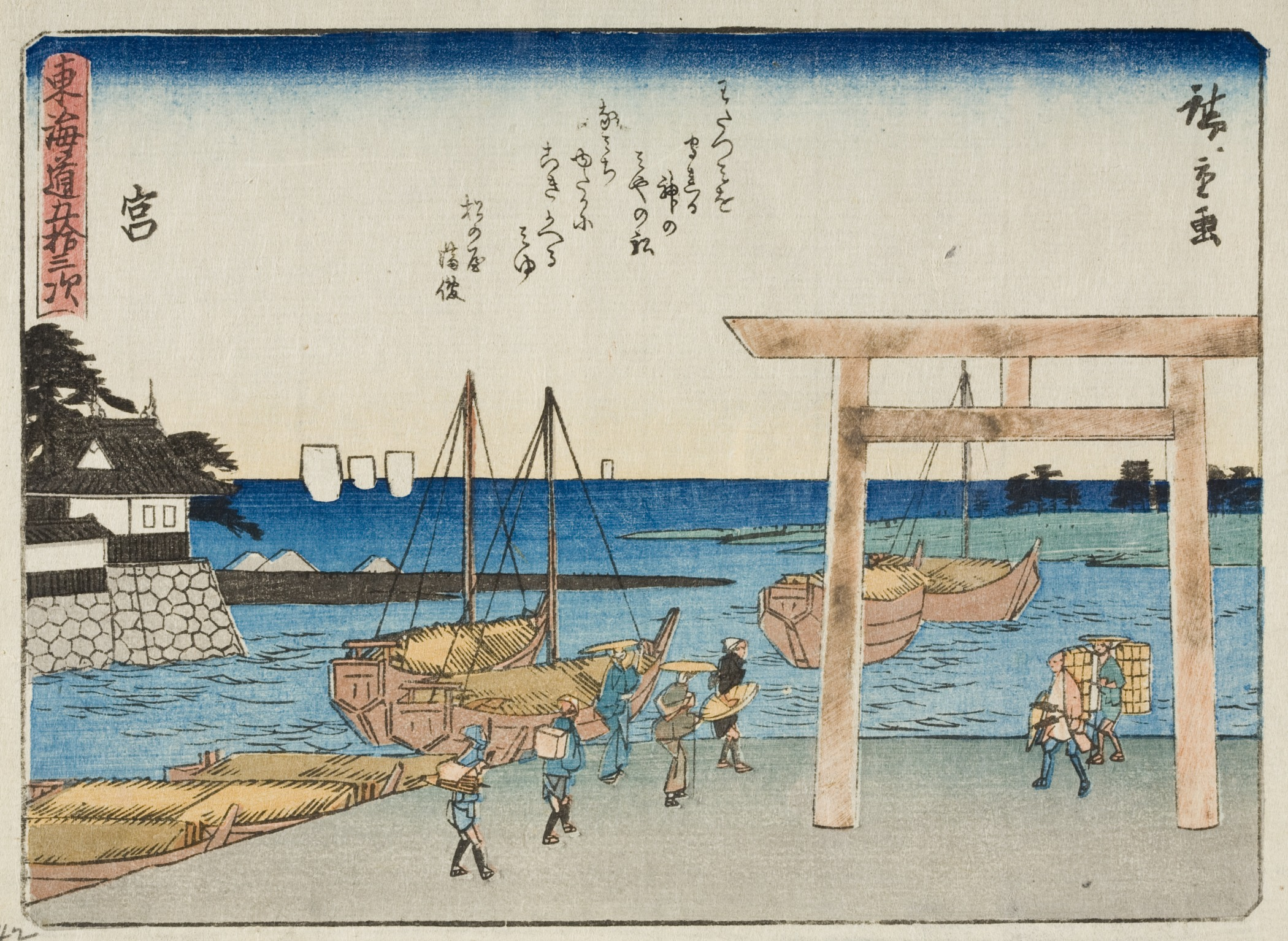
歌川広重『東海道五拾三次（狂歌入東海道）・宮』
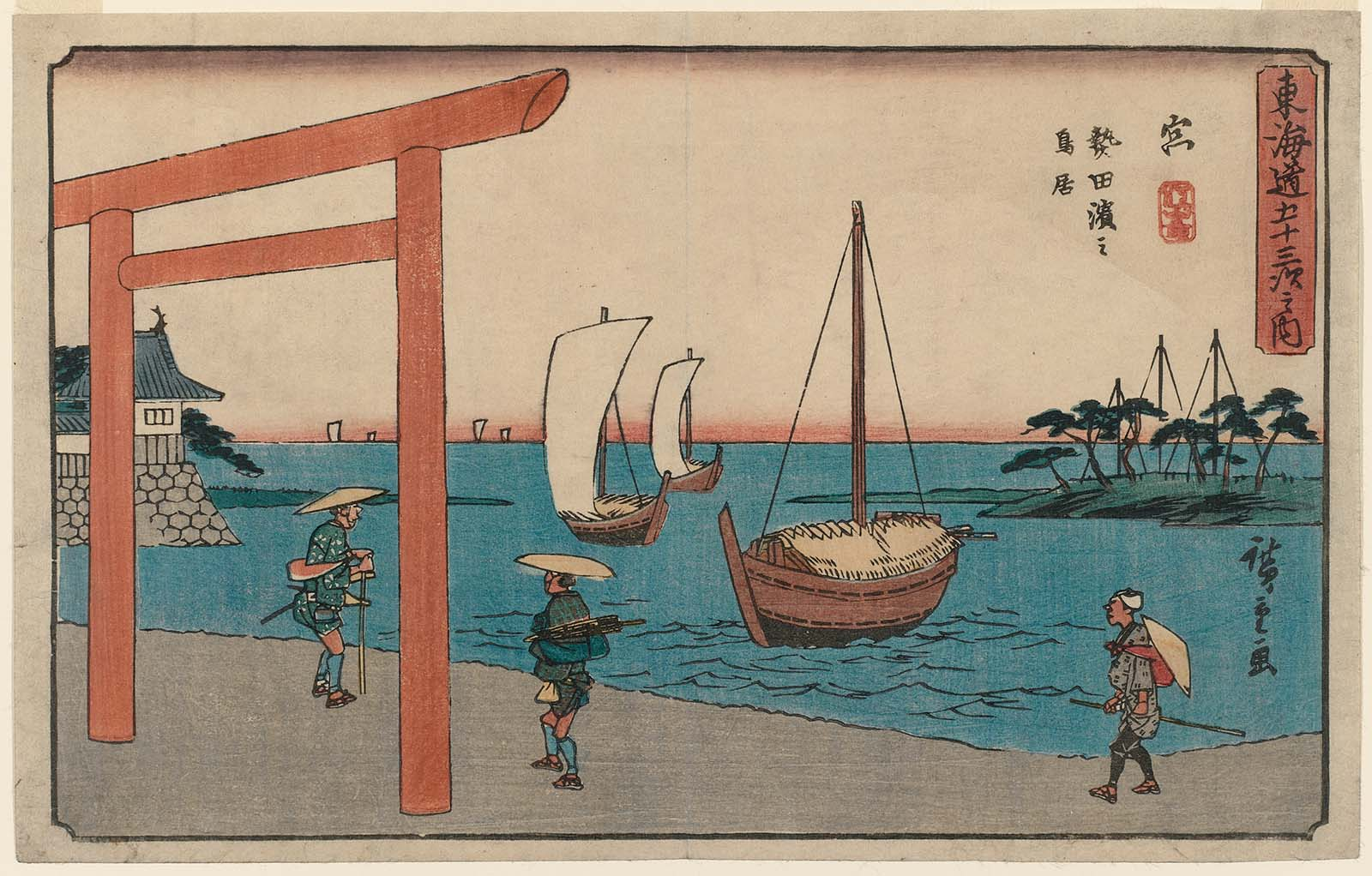
歌川広重『東海道五十三次之内（行書東海道）宮 熱田濱之鳥居』
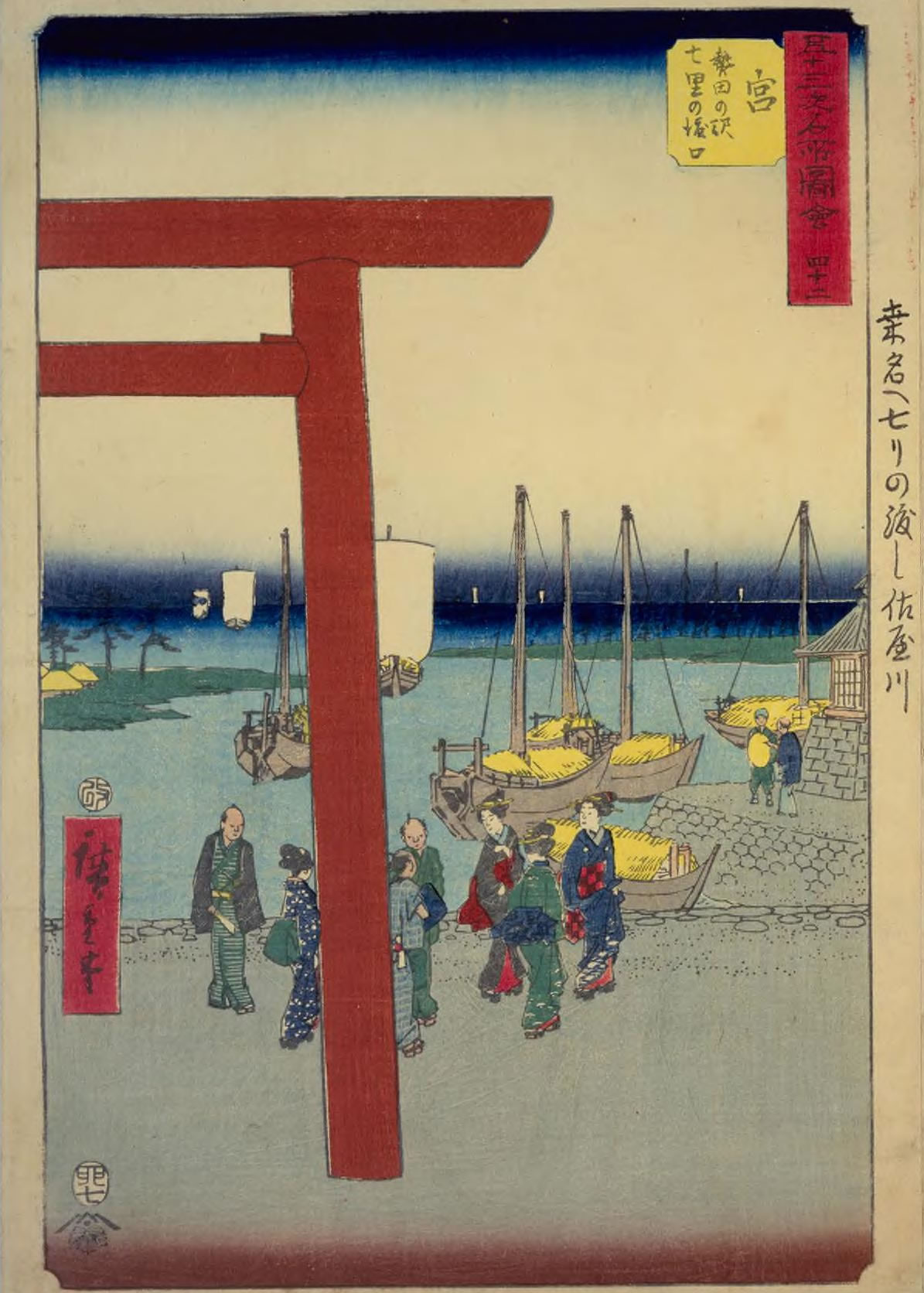
歌川広重『五十三次名所図会・宮　熱田の駅　七里の渡口』
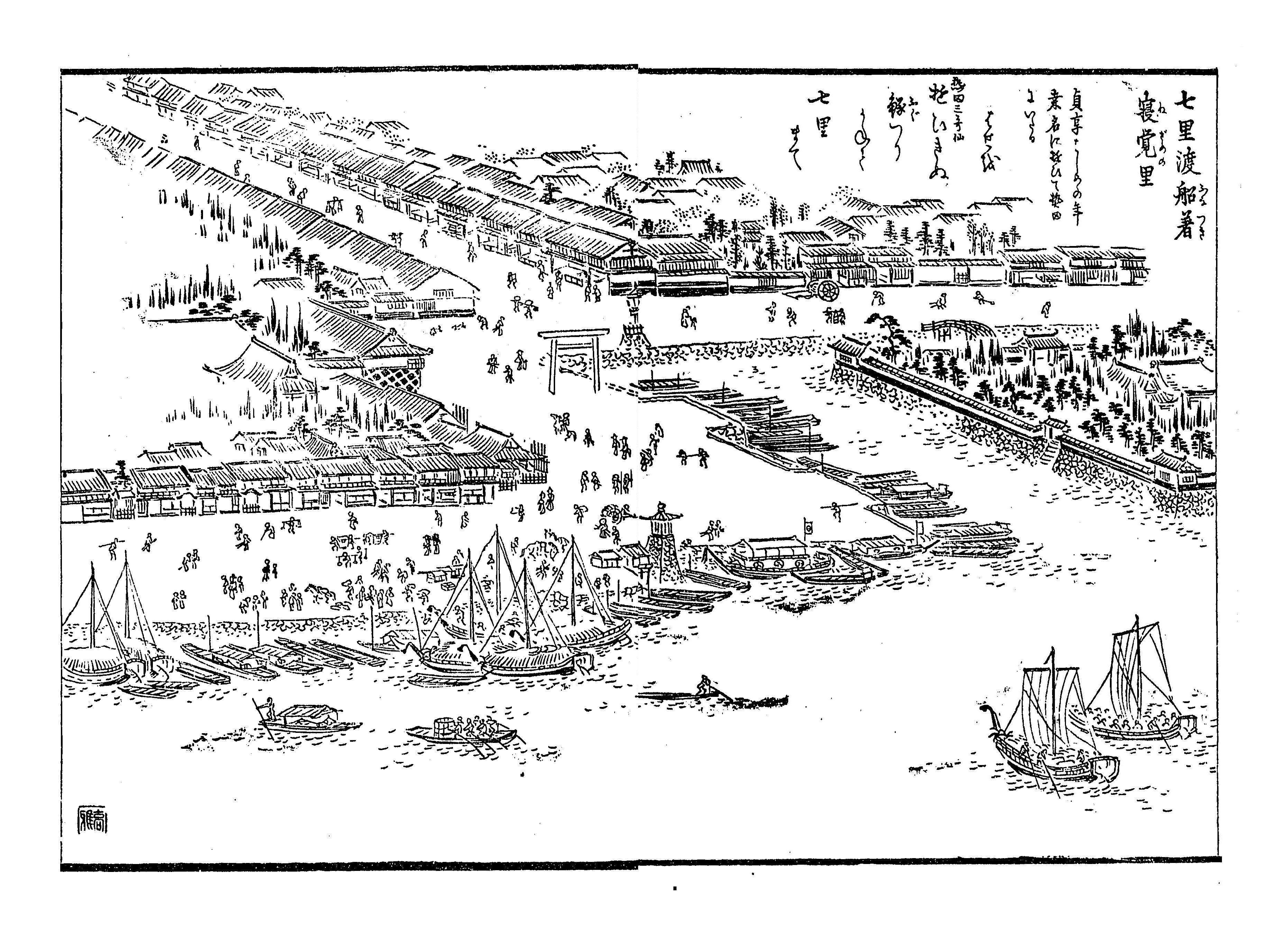
七里渡船着（宮宿側）『尾張名所図会』 前編 巻4 愛智郡

## 桑名宿側遺構
渡船場跡が七里の渡（三重県桑名市東船馬町）として整備されている。1958年（昭和33年）12月15日に、三重県指定文化財（史跡）に指定された。当地が伊勢国の東の玄関口として位置付けられることから、「伊勢国一の鳥居」が設置されている。
慶長6年（1601年）に、本多忠勝が町並みを整理した。桑名の港には、川口御番所、制札（せいさつ）を掲げた高札場（こうさつば）、船着場、船役所等があった。

### 施設等
- 伊勢国一の鳥居：天明年間（1781年 - 1789年）に矢田甚右衛門と大塚与六郎が発起人となって建立された[10]。2018年（平成30年）現在、伊勢神宮の式年遷宮ごとに内宮の宇治橋外側の鳥居を当地に移して、建て替えられている[10]。
- 常夜灯

### ギャラリー

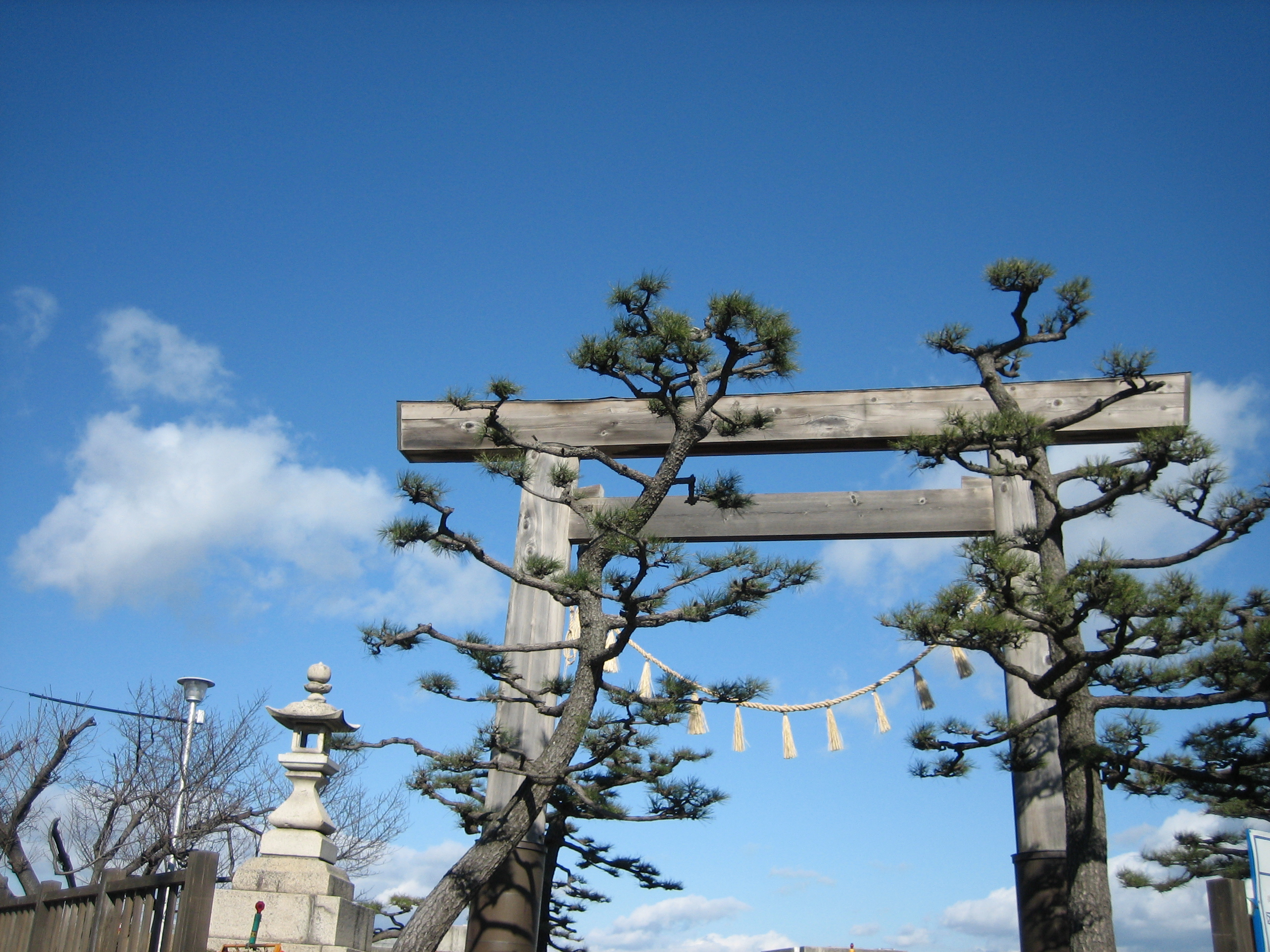
七里の渡し跡（三重県桑名市）
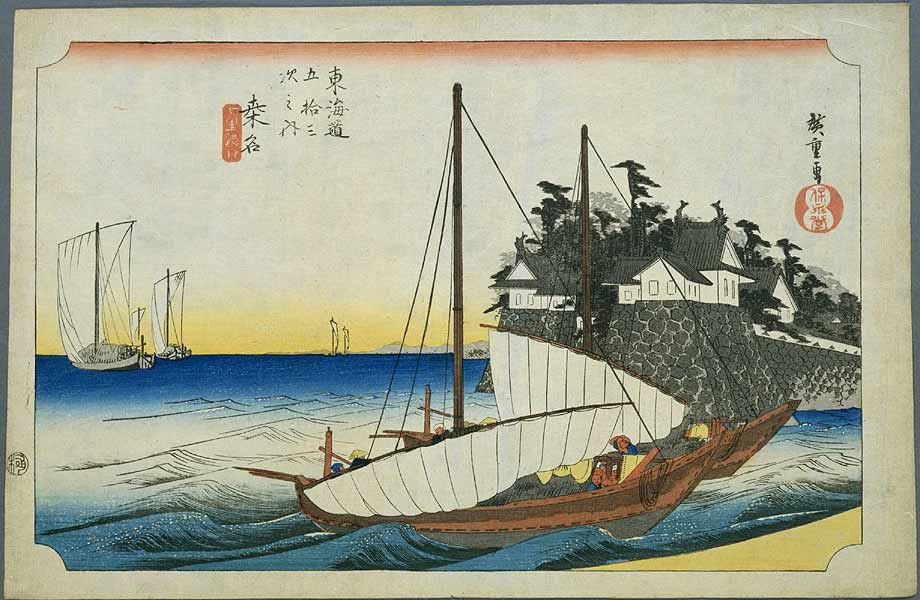
歌川広重『東海道五十三次・桑名　七里渡口』
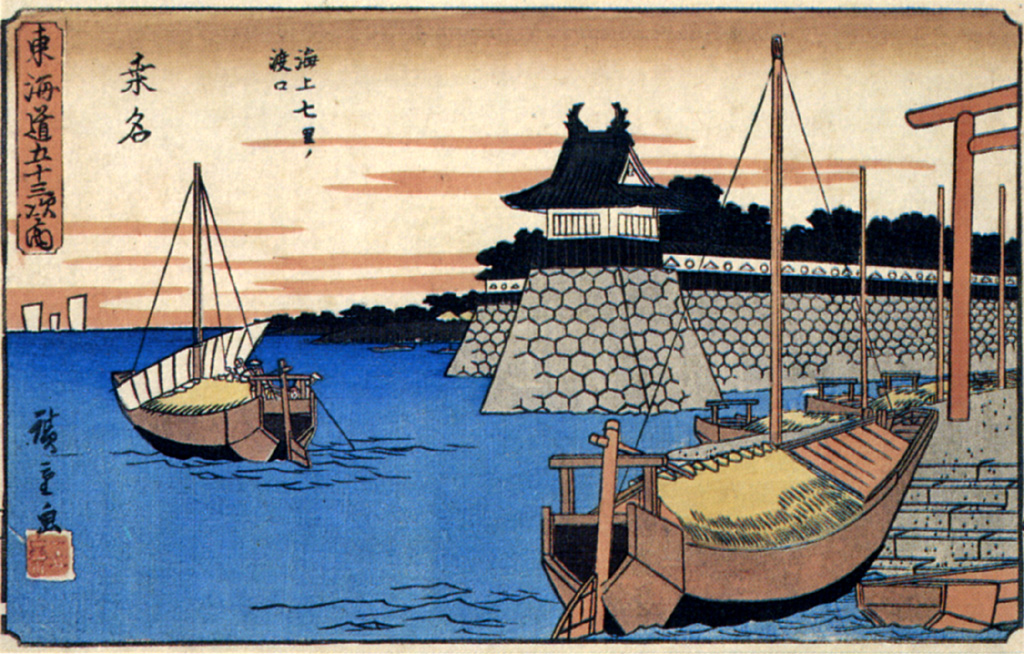
歌川広重『行書東海道五十三次・桑名　海上七里ノ渡口』
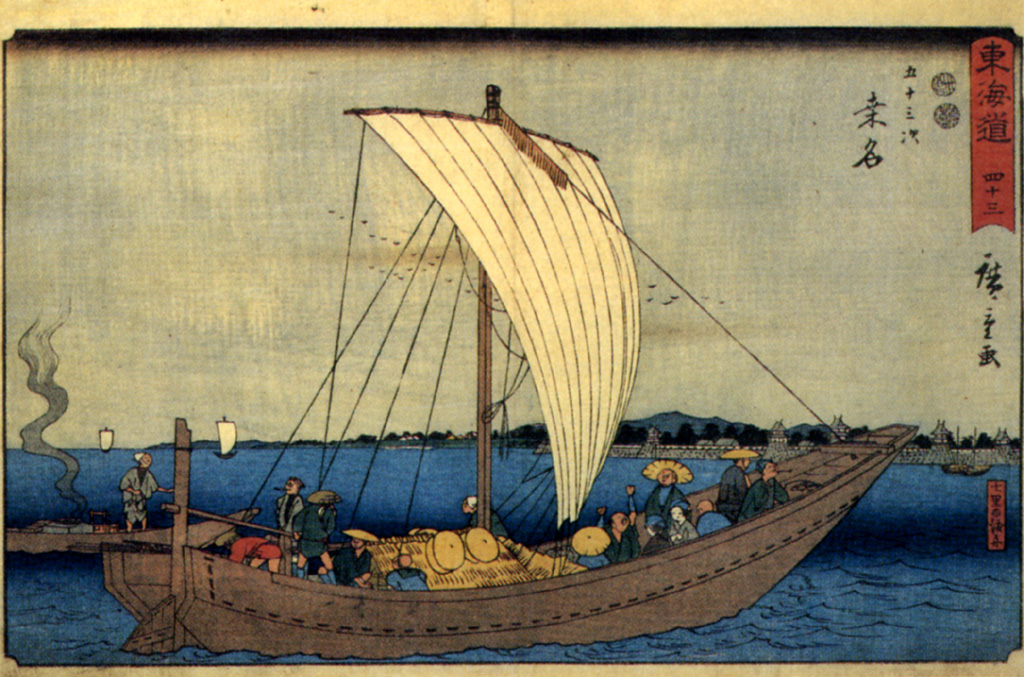
歌川広重『隷書東海道五十三次・桑名　七里の渡舟』
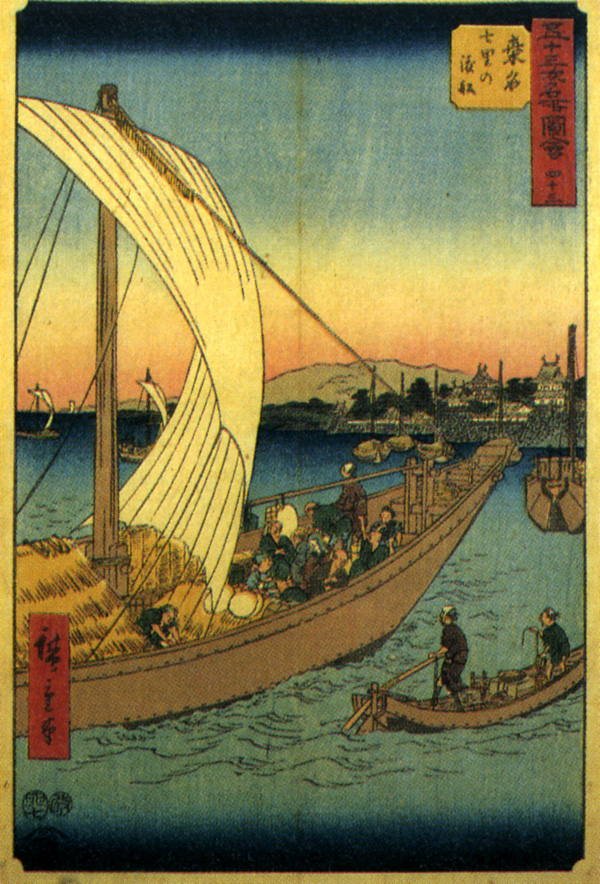
歌川広重『五十三次名所図会・桑名　七里の渡舩』
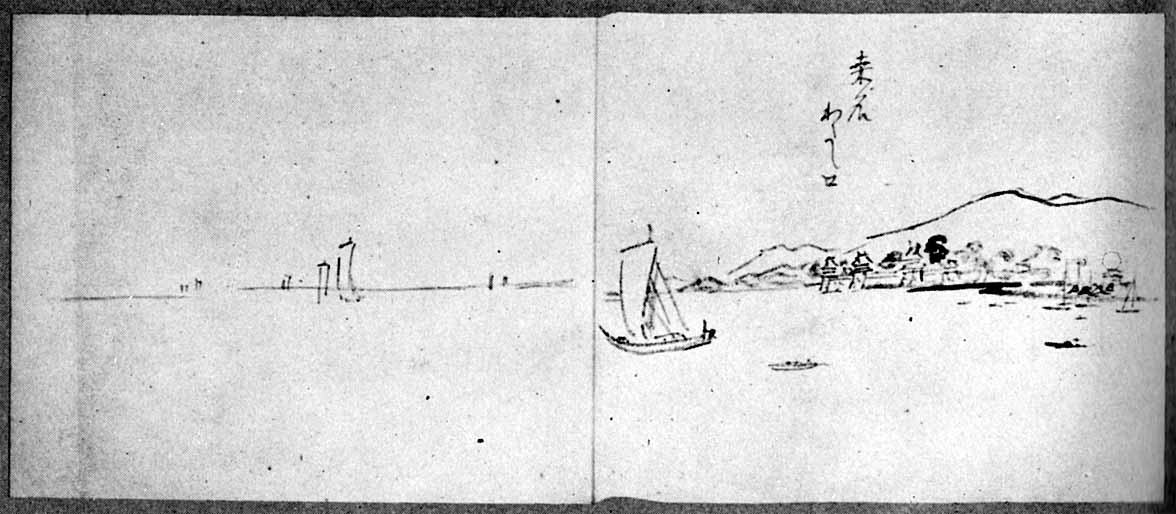
歌川広重『天保元年東海道下り日記　桑名わたし口』
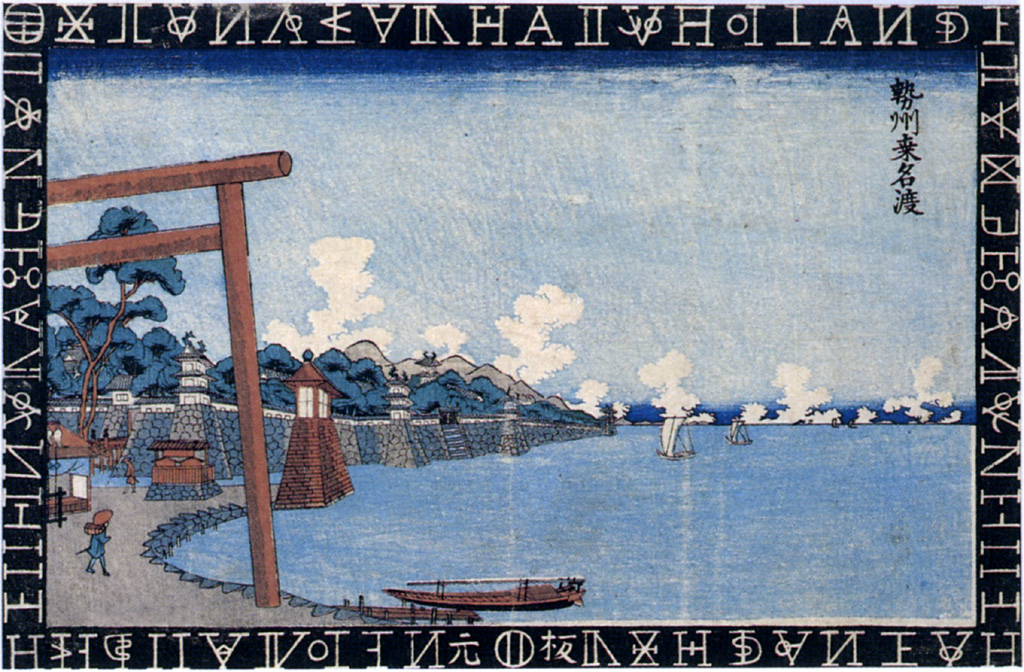
柳々居辰斎『勢州桑名渡』
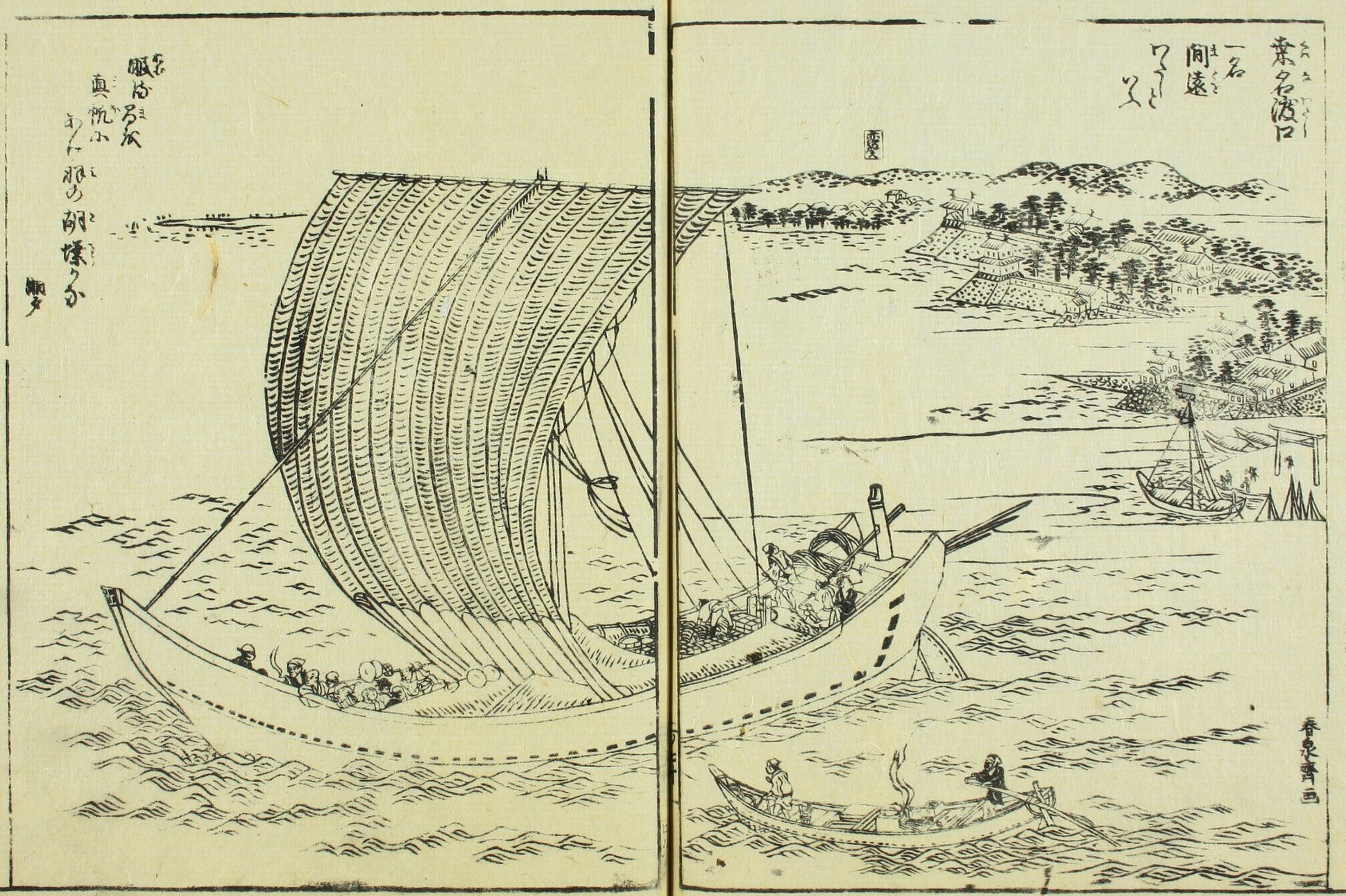
『東海道名所図会　桑名渡口』

### 文献
- 梶川勇作「江戸期の東海道佐屋路と佐屋宿（前編）」『金沢大学文学部地理学報告』1、金沢大学、1984年、37-55頁。

### ウェブサイト
- “広報くわな Vol.14” (PDF). 「平成七里の渡し」.   桑名市役所. pp. 14 (2006年2月1日). 2011年5月27日時点のオリジナルよりアーカイブ。2009年11月19日閲覧。
- “広報くわな vol.116” (PDF). 七里の渡跡にある「伊勢国一の鳥居」建て替えへ - 桑名市.   桑名市役所. pp. 2-3 (2014年8月1日). 2022年2月4日時点のオリジナルよりアーカイブ。2016年12月18日閲覧。
- “七里の渡”.   三重県教育委員会. 2016年12月18日閲覧。
- “チャンネル三重バックナンバー：126号”.   三重県東京事務所 (2007年2月15日). 2012年9月10日時点のオリジナルよりアーカイブ。2009年11月19日閲覧。
- 『尾張名所図会』 第四巻　七里渡船着、1844年